# 王耀南 (机器人技术与智能控制专家)
王耀南（1957年11月—），男，云南龙陵人，中国机器人技术与智能控制专家，湖南大学教授，中国工程院院士。

## 生平
1981年毕业于抚州地质学院（现东华理工大学）。